# Discografia dei Subsonica
La discografia dei Subsonica, gruppo musicale rock elettronico italiano attivo dal 1996, è composta da nove album in studio, uno di remix, tre dal vivo, cinque raccolte, tre EP e oltre quaranta singoli.

## Album

### Album in studio
| Anno                                                                          | Titolo | Classifiche | Certificazioni |
| Anno                                                                          | Titolo | ITA         | Certificazioni |
| ----------------------------------------------------------------------------- | --- | ----------- | -------------- |
| 1997                                                                          | Subsonica - Pubblicato: 24 maggio 1997 - Etichetta: Mescal - Formati: CD, MC, 2 CD, 2 LP, download digitale                         | —           |                |
| 1999                                                                          | Microchip emozionale - Pubblicato: 26 agosto 1999 - Etichetta: Mescal - Formati: CD, MC, 2 LP, download digitale                    | 14          | - ITA: Platino |
| 2002                                                                          | Amorematico - Pubblicato: 11 gennaio 2002 - Etichetta: Mescal - Formati: CD, MC, 2 LP, download digitale                            | 1           |                |
| 2005                                                                          | Terrestre - Pubblicato: 22 aprile 2005 - Etichetta: EMI/Virgin - Formati: CD, CD+DVD, 2 LP, download digitale                       | 1           | - ITA: Platino |
| 2007                                                                          | L'eclissi - Pubblicato: 20 novembre 2007 - Etichetta: EMI/Virgin - Formati: CD, 2 LP, download digitale                             | 5           |                |
| 2011                                                                          | Eden - Pubblicato: 8 marzo 2011 - Etichetta: EMI/Virgin - Formati: CD, 2 CD, LP, download digitale                                  | 2           | - ITA: Platino |
| 2014                                                                          | Una nave in una foresta - Pubblicato: 23 settembre 2014 - Etichetta: Universal - Formati: CD, LP, download digitale                 | 1           | - ITA: Platino |
| 2018                                                                          | 8 - Pubblicato: 12 ottobre 2018 - Etichetta: Sony Music/Columbia - Formati: CD, CD+MC, LP, download digitale                        | 3           |                |
| 2020                                                                          | Mentale strumentale - Pubblicato: 24 aprile 2020 - Etichetta: RCA - Formati: download digitale                                      | 50          |                |
| 2024                                                                          | Realtà aumentata - Pubblicato: 12 gennaio 2024 - Etichetta: Epic Records/Sony Music - Formati: CD, LP, download digitale, streaming | 5           |                |
| "—" indica una pubblicazione non classificata o non pubblicata in quel Paese. | |             |                |

### Album dal vivo
| Anno | Titolo | Classifiche |
| Anno | Titolo | ITA         |
| ---- | --- | ----------- |
| 2003 | Controllo del livello di rombo - Pubblicato: 7 febbraio 2003 - Etichetta: Mescal - Formati: 2 CD, 2 MC, download digitale          | 4           |
| 2006 | Terrestre live e varie altre disfunzioni - Pubblicato: 17 novembre 2006 - Etichetta: EMI/Virgin - Formati: 2 CD, download digitale | 17          |
| 2015 | Una nave in una foresta dal vivo - Pubblicato: 30 giugno 2015 - Etichetta: Universal - Formati: CD+DVD, download digitale          | 15          |

### Raccolte
| Anno                                                                          | Titolo                                                                                         | Classifiche | Certificazioni |
| Anno                                                                          | Titolo                                                                                         | ITA         | Certificazioni |
| ----------------------------------------------------------------------------- | ---------------------------------------------------------------------------------------------- | ----------- | -------------- |
| 2005                                                                          | SUBurbani 1997-2004 - Pubblicato: 27 maggio 2005 - Etichetta: Mescal - Formati: CD             | 60          |                |
| 2008                                                                          | Studio Box 2008 - Pubblicato: 2008 - Etichetta: EMI/Virgin - Formati: 5 CD                     | —           |                |
| 2008                                                                          | Nel vuoto per mano - Pubblicato: 2008 - Etichetta: EMI/Virgin - Formati: CD, download digitale | 12          | - ITA: Oro     |
| 2016                                                                          | The Platinum Collection - Pubblicato: 13 maggio 2016 - Etichetta: Universal - Formati: 3 CD    | 47          |                |
| 2017                                                                          | Anni luce 1997-2017 - Pubblicato: 10 novembre 2017 - Etichetta: Universal - Formati: 3 CD      | —           |                |
| "—" indica una pubblicazione non classificata o non pubblicata in quel Paese. |                                                                                                |             |                |

### Album di remix
| Anno | Titolo | Classifiche |
| Anno | Titolo | ITA         |
| ---- | --- | ----------- |
| 2019 | Microchip temporale - Pubblicato: 22 novembre 2019 - Etichetta: Sony Music/Columbia - Formati: CD, 2 LP, download digitale | 6           |

## Extended play
| Anno | Titolo              |
| ---- | ------------------- |
| 1998 | Coi piedi sul palco |
| 2003 | Anomalia Subsonica  |
| 2011 | Benzina             |

## Singoli
| Anno                                                                          | Titolo                                      | Classifiche | Certificazioni | Album di provenienza                     |
| Anno                                                                          | Titolo                                      | ITA         | Certificazioni | Album di provenienza                     |
| ----------------------------------------------------------------------------- | ------------------------------------------- | ----------- | -------------- | ---------------------------------------- |
| 1997                                                                          | Radioestensioni/Per un'ora d'amore          | —           |                | Subsonica                                |
| 1998                                                                          | Preso blu                                   | —           |                | Subsonica                                |
| 1999                                                                          | U.F.O.                                      | —           |                | /                                        |
| 1999                                                                          | Colpo di pistola                            | —           |                | Microchip emozionale                     |
| 1999                                                                          | Liberi tutti                                | —           |                | Microchip emozionale                     |
| 2000                                                                          | Tutti i miei sbagli                         | 8           | - Oro          | Microchip emozionale                     |
| 2000                                                                          | Discolabirinto                              | —           |                | Microchip emozionale                     |
| 2001                                                                          | Nuvole rapide                               | 7           |                | Amorematico                              |
| 2002                                                                          | Nuova ossessione                            | —           |                | Amorematico                              |
| 2002                                                                          | Mammifero                                   | —           |                | Amorematico                              |
| 2003                                                                          | L'errore                                    | —           |                | Controllo del livello del rombo          |
| 2005                                                                          | Abitudine                                   | —           |                | Terrestre                                |
| 2005                                                                          | Corpo a corpo                               | —           |                | Terrestre                                |
| 2005                                                                          | Incantevole                                 | —           |                | Terrestre                                |
| 2006                                                                          | Vita d'altri                                | —           |                | Terrestre                                |
| 2006                                                                          | L'odore                                     | —           |                | Terrestre                                |
| 2006                                                                          | Coriandoli a Natale                         | 15          |                | Terrestre Live e varie altre disfunzioni |
| 2007                                                                          | Salto nel vuoto rmx                         | —           |                | Terrestre Live e varie altre disfunzioni |
| 2007                                                                          | Angeles                                     | —           |                | Terrestre Live e varie altre disfunzioni |
| 2007                                                                          | La glaciazione                              | 43          |                | L'eclissi                                |
| 2008                                                                          | L'ultima risposta                           | —           |                | L'eclissi                                |
| 2008                                                                          | Quattrodieci                                | —           |                | L'eclissi                                |
| 2008                                                                          | Nei nostri luoghi                           | —           |                | L'eclissi                                |
| 2008                                                                          | Il vento                                    | 29          |                | Nel vuoto per mano                       |
| 2009                                                                          | Strade                                      | —           |                | Nel vuoto per mano                       |
| 2010                                                                          | Eden                                        | —           |                | Eden                                     |
| 2011                                                                          | Istrice                                     | 22          | - Oro          | Eden                                     |
| 2011                                                                          | Il diluvio                                  | 93          |                | Eden                                     |
| 2011                                                                          | La funzione (feat. Righeira)                | —           |                | Eden                                     |
| 2011                                                                          | Tra gli dei                                 | 61          |                | Eden                                     |
| 2011                                                                          | Quando                                      | —           |                | Eden                                     |
| 2011                                                                          | Up Patriots to Arms (feat. Franco Battiato) | 35          | - Oro          | Eden                                     |
| 2013                                                                          | La scoperta dell'alba                       | 79          |                | Eden                                     |
| 2014                                                                          | Lazzaro                                     | 34          |                | Una nave in una foresta                  |
| 2014                                                                          | Di domenica                                 | 25          | - Oro          | Una nave in una foresta                  |
| 2015                                                                          | I cerchi degli alberi                       | 43          |                | Una nave in una foresta                  |
| 2015                                                                          | Specchio                                    | —           |                | Una nave in una foresta                  |
| 2018                                                                          | Bottiglie rotte                             | 80          |                | 8                                        |
| 2018                                                                          | Punto critico                               | —           |                | 8                                        |
| 2018                                                                          | Respirare                                   | —           |                | 8                                        |
| 2019                                                                          | L'incubo                                    | —           |                | 8                                        |
| 2019                                                                          | Aurora sogna (feat. Coma_Cose, Mamakass)    | —           |                | Microchip temporale                      |
| 2019                                                                          | Il mio D.J. (feat. Achille Lauro)           | —           |                | Microchip temporale                      |
| 2019                                                                          | Tutti i miei sbagli (feat. Motta)           | —           |                | Microchip temporale                      |
| 2023                                                                          | Pugno di sabbia                             | —           |                | Realtà aumentata                         |
| 2023                                                                          | Adagio                                      | —           |                | Realtà aumentata                         |
| 2023                                                                          | Mattino di luce                             | —           |                | Realtà aumentata                         |
| 2024                                                                          | Universo                                    | —           |                | Realtà aumentata                         |
| "—" indica una pubblicazione non classificata o non pubblicata in quel Paese. |                                             |             |                |                                          |

## Videografia

### Video musicali
| Anno | Titolo                                 | Regista/i                              |
| ---- | -------------------------------------- | -------------------------------------- |
| 1997 | Istantanee                             | Alberto Colombo                        |
| 1998 | Cose che non ho                        | Jansen Nannini                         |
| 1998 | Radioestensioni                        | Luca Pastore                           |
| 1998 | Preso blu                              | Jansen Nannini                         |
| 1999 | Colpo di pistola                       | Luca Pastore                           |
| 1999 | Liberi tutti (feat. Daniele Silvestri) | Alessandra Pescetta                    |
| 2000 | Tutti i miei sbagli                    | Luca Pastore                           |
| 2000 | Disco labirinto (feat. Bluvertigo)     | Luca Pastore                           |
| 2001 | Nuvole rapide                          | Luca Merli                             |
| 2002 | Nuova ossessione                       | Gaetano Morbioli, Cristiano Dal Pozzo  |
| 2003 | Dentro i miei vuoti                    | Alberto Colombo                        |
| 2003 | L'errore                               | Matteo Bonifazio                       |
| 2005 | Abitudine                              | Lorenzo Vignolo                        |
| 2005 | Corpo a corpo                          | Luca Pastore                           |
| 2005 | Incantevole                            | Maki Gherzi                            |
| 2006 | Vita d'altri                           | Marco Pavone                           |
| 2006 | L'odore                                | Kal Karman                             |
| 2006 | Coriandoli a Natale                    | Luca Pastore                           |
| 2007 | Salto nel vuoto RMX                    | Luca Pastore                           |
| 2007 | Angeles                                | Luca Lumaca                            |
| 2007 | La glaciazione                         | Marco Gentile                          |
| 2008 | L'ultima risposta                      | Fabio&Fabio                            |
| 2008 | Quattrodieci                           | Riccardo Grandi                        |
| 2008 | Nei nostri luoghi                      | Diego Lazzarin                         |
| 2008 | Il vento                               | Cosimo Alemà                           |
| 2009 | Strade                                 | Luca Pastore                           |
| 2010 | Eden                                   | Luca Saini                             |
| 2011 | Istrice                                | Cosimo Alemà                           |
| 2011 | Il diluvio                             | Giuseppe Moreto                        |
| 2011 | La funzione                            | Luca Pastore                           |
| 2011 | Quando                                 | Cosimo Alemà                           |
| 2013 | La scoperta dell'alba                  | Cosimo Alemà                           |
| 2014 | Lazzaro                                | Gianluca Signorino                     |
| 2014 | Di domenica                            | Luca Merli                             |
| 2015 | I cerchi degli alberi                  | Jacopo Rondinelli                      |
| 2015 | Specchio                               | Luca Pastore                           |
| 2018 | Aurora sogna                           | Forever Data                           |
| 2018 | Bottiglie rotte                        | Donato Sansone                         |
| 2018 | Punto critico                          | Gabriele Ottino, Paolo Bertino         |
| 2018 | Respirare                              | Donato Sansone                         |
| 2019 | L'incubo (feat. Willie Peyote)         | Beppe Gallo                            |
| 2022 | Disco labirinto (feat. Cosmo)          | Luca Lumaca                            |
| 2023 | Pugno di sabbia                        | Ivan Cazzola                           |
| 2023 | Mattino di luce                        | Donato Sansone                         |
| 2024 | Universo                               | Gabriele Ottino, Riccardo Franco Loiri |

#### Partecipazioni in video di altri artisti
| Anno | Artista                 | Titolo                   | Regista/i  |
| ---- | ----------------------- | ------------------------ | ---------- |
| 2004 | 66 (Diabolus in musica) | Linea 77 feat. Subsonica | Kal Karman |